# Biheviorizam
Biheviorizam (eng. behaviour ponašanje), pristup u psihologiji koji se temelji na tvrdnji da je ponašanje zanimljivo i vrijedno znanstvenoga istraživanja. To je oblik materijalizma koji niječe bilo kakvo neovisno značenje za misao. Njegovo značenje za psihološki postupak je duboko jer je jedan od stupova farmakološke terapije.
Bihevioralni pristup ili pristup usmjeren na ponašanje ima za cilj otkrivanje zakonitosti ponašanja ljudi u određenim situacijama. Biheviorizam je pravac u psihologiji koji pretpostavlja da se znanstvene metode mogu primjenjivati samo na ona ponašanja koja se mogu opažati i mjeriti. U okviru tog pristupa psiholozi analiziraju kako ljudi uče neka ponašanja i kako se to ponašanje može mijenjati. Tako usmjereni psiholozi ne zanimaju se toliko za psihičke procese (npr. mišljenje, pamćenje, emocije), već u prvom redu pokušavaju povezati podražaje iz okoline ili iskustvo ljudi s njihovim ponašanjem.
Jedna od pretpostavki biheviorističkog mišljenja je da je slobodna volja iluzorna, te da je cijelo ponašanje determinirano, tj. određeno okolinom ili kroz uparivanje ili kroz potkrepljenje (pojačanje).
Bihevioristička škola mišljenja djelovala je u 20. stoljeću istovremeno s psihoanalitičkim pokretom u psihologiji. Njeni glavni utjecajnici bili su Ivan Pavlov, koji je istraživao klasično uvjetovanje, John B. Watson (1878. – 1958.) koji je odbacio introspektivne metode i tražio ograničavanje psihologije na eksperimentalne laboratorijske metode. Njegov učenik, B. F.  Skinner, pokušao je dati etičku pozadinu biheviorizmu povezujući ga s pragmatizmom.

## Pristupi biheviorizmu
Unutar tog širokog pristupa postoje različiti naglasci. Neki bihevioristi jednostavno smatraju da je promatranje ponašanja najbolji ili najpouzdaniji način istraživanja psiholoških i mentalnih procesa. Jedni vjeruju da je to zapravo jedini način istraživanja takvih procesa, dok drugi smatraju da je samo ponašanje jedini odgovarajući predmet psihologije, te da se uobičajeni psihološki termini (vjerovanja, ciljevi, itd.) ne odnose ni na što nego samo ili jedino na ponašanje. Oni koji zauzimaju takvo gledište ponekad svoje polje proučavanja nazivaju bihevioralnom analizom ili bihevioralnom znanošću radije nego psihologijom.

## Vrste biheviorizma
Ne postoji općenito dogovorena klasifikacija biheviorizma, pa bi neki nadopunili ili promijenili sljedeći popis.
KLASIČNI: Watsonov biheviorizam; objektivno proučavanje ponašanja; bez mentalnog života, bez unutarnjih stanja; misao je prikriven govor. METODOLOŠKI: Objektivno proučavanje ponašanja treće osobe; psihološki podaci moraju biti međupredmetno provjerivi; bez teoretskih propisa. Apsorbiran je u opće eksperimentalnu i kognitivnu psihologiju. Dva popularna podtipa su NEO-: Hullianov i post-Hullianov, teoretski, grupiranje podataka, nedinamičan, fiziološki, i PURPOZIVNI: Tolmanova bihevioristička anticipacija kognitivne psihologije. RADIKALNI: Skinnerski biheviorizam, uključuje bihevioralni pristup ‘mentalnom životu;’ nemehanistički; unutarnja stanja nisu dozvoljena. TELEOLOŠKI: Post-Skinnerski, purpozivan, blizak mikroekonomiji. TEORETSKI: Post-Skinnerski, prihvaća unutarnja stanja (koža stvara razliku); dinamičan, ali eklektičan u izboru teoretskih struktura, ističe štedljivost.

### J. B. Watson
Rano u 20. stoljeću John B. Watson je pokazao u svojoj knjizi Psihologija sa stajališta biheviorista (Psychology from the Standpoint of a Behaviorist) vrijednost psihologije koja se usredotočila na ponašanje unutar i same sebe, a ne kao metodu proučavanja svijesti. To je bio važan prekid od strukturalističke psihologije tog vremena, koja je koristila metodu introspekcije te je smatrala proučavanje ponašanja bezvrijednim. Watson je nasuprot tome proučavao prilagodbu organizama njihovim okolinama, mnogo određenije posebni podražaj koji vodi organizme da naprave vlastite reakcije. Većina Watsonova rada bila je komparativna, tj. proučavao je i uspoređivao ponašanje ljudi s ponašanjem životinja. Watsonov pristup je bio pod jakim utjecajem rada ruskog fiziologa Ivana Pavlova, koji je slučajno naišao na fenomen klasičnog uvjetovanja (naučenih refleksa) u proučavanju probavnog sustava pasa, pa je kasnije detaljno istražio fenomene svojega otkrića. Watsonov pristup naglasio je fiziologiju i ulogu podražaja u proizvodnji uvjetovanih reakcija - izjednačavajući većinu ili sve funkcije na refleks. Zbog toga se razloga Watsona može opisati kao P-R (podražaj-reakcija) psihologa.
Watsonova gledišta o urođenom nasuprot stečenom:
Osnove Watsonove bihevirostičke pozicije malo su se promijenile tijekom godina, ali neka od svojih gledišta jeste modificirao. Dobar primjer za to je promjena koncepcije o relativnoj ulozi urođenog i stečenog u određivanju ponašanja. U svojoj knjizi iz 1914. godine, Ponašanje: Uvod u komparativnu psihologiju Watson opisuje instinkte kao važne utjecaje na ponašanje životinja. Watson je u to vrijeme vjerovao da se većina životinjskog ponašanja može opisati kao instinktivno: urođeni odgovori koji se zbivaju serijski. Kod odgovarajućeg podraživanja. U psihologiji s gledišta biheviorista (1919) njegovo stajalište se promijenilo. Knjiga se gotovo isključivo bavila ljudskim ponašanjem, te kako je Watson naveo dug popis ljudskih ponašanja, koja su pod utjecajem instinkata. lov, borba, materinska skrb, društvenost, imitacija, manipulacija i igra- većina tih ponašanja su zapravo spoj instinkta i navike. U biheviorizmu (1924) je prevlast navike potpuna. Sada po njemu instinkti ne postoje navike prevladavaju. Agresivni smo jer smo se naučili tako ponašati. Da bi smanjili agresivno ponašanje, roditelji moraju naučiti brinuti se za svoje potomke, a djeca čak moraju naučiti kako se igrati. Kako se oblikuju takve navike postalo je središnje pitanja Watsonova biheviorizma. Od 1924. godine pojam instinkt se vise ne nalazi u Watsonovoj psihologiji. Oni su napušteni. Osim toga odbacuju se koncepcije nasljednih sposobnosti, talenata, mogućnosti, sklonosti i vokacije. Okolina predstavlja sve. Biheviorizam je dakle obećavao promijenjeni svijet, oslobođen prošlosti, u kojem bi ljudi mogli biti uvjetovani da se ponašaju na prihvatljiv način. Mnoga ponašanja koja su ranije opisivana kao instinkti su zapravo stečene navike. Među najpoznatije eksperimente spada i ono gdje su mačići i mladi štakori odgojeni zajedno, te mačići i ptice. Kad su odrasle te životinje ne da su tolerirale jedna drugu, već su pokazivale i međusobnu ljubav. Mačke nikad nisu ubile štakore, a ptice odgojene s mačkama šetale su laboratorijem sjedeći na mačjim leđima. Takozvani instinkti mačke za ubijanjem štakora i ptica nisu se pojavili. Watsonu su ti rezultati nedvojbeno dokazali da su sva ponašanja, uključujući brojne aktivnosti za koje se ranije smatralo da su instinktivne, zapravo naučene. Proces stvaranja navika može se istraživati, a instinkti su dio genetske osnove životinje te se ne mogu izravno istraživati. Zbog svih tih razloga Watson je sve više zagovarao utjecaj okoline.

### Metodološki biheviorizam
Watsonov bihevioristički manifest uvjerio je većinu akademskih istraživača u eksperimentalnoj psihologiji na važnost proučavanja ponašanja. Posebno je u polju komparativne psihologije bilo u skladu s upozoravajućom bilješkom koja je udarena Morganovim topom, a protiv nekih od mnogih antropomorfskih radova poput rada Georgea Romanesa u kojemu su mentalna stanja slobodno pripisana životinjama. Na to su brzo prionuli istraživači poput Edwarda L. Thorndikea (koji je proučavao sposobnosti mačaka u bježanju iz labirinta). Većina psihologa je ipak zauzela položaj koji se sada naziva metodološki biheviorizam: oni su potvrdili da je ponašanje ili jedina ili najlakša metoda promatranja u psihologiji, ali smatraju da bi se moglo koristiti za izvlačenje zaključaka o mentalnim stanjima. Među najpoznatijim bihevioristima dvadesetog stoljeća koji su zauzeli tu vrstu položaja bili su Clark L. Hull, koji je opisao svoj položaj kao neobiheviorizam, i Edward C. Tolman, koji je razvio velik dio onoga što će kasnije postati kognitivističkim programom. Tolman je tvrdio da su štakori oblikovali kognitivnu mapu naučenih labirinata čak i u odsutnosti nagrade, te da je veza između podražaja i reakcije (P->R) posredovana trećim terminom - organizmom (P->O->R). Njegov je pristup kasnije nazvan, među ostalim stvarima, purpozivni biheviorizam.
Metodološki biheviorizam ostaje u položaju većine eksperimentalnih psihologa danas, uključujući ogromnu većinu onih koji rade u kognitivnoj psihologiji – toliko dugo da je ponašanje određeno kao uključujući govor, najmanje neintrospektivni govor. S porastom zanimanja za animalnu kognitivnu psihologiju od 1980-ih i sve većim neortodoksnim pogledima Donalda Griffina među drugima, mentalistički se jezik uključujući i raspravu o svijesti sve više koristio čak i u raspravi o animalnoj psihologiji, komparativnoj psihologiji i etologiji; ipak ovo ni na koji način nije dosljedno s položajem metodološkog biheviorizma.

## Politika
Biheviorizam se povezuje sa školom politike koja se razvila tijekom 1950-ih i 1960-ih u SAD-u. Ta je škola predstavljala pobunu protiv institucijske prakse u političkoj znanosti te je pozivala na modeliranje političke analize prema prirodnim znanostima. To je važno jer se jedino informacija koja se može kvantitativno odrediti i empirički provjeriti može smatrati 'istinitom', a ostali bi se normativni koncepti poput 'slobode' i 'pravde' trebali odbaciti jer nisu izvrnutljivi. To je oblik onoga što se naziva znanstvenim imperijalizmom, gledištem da se sva vjerovanja mogu, barem u principu, znanstveno dokazati. Skinner je bio otvoreno kritiziran zbog svojih političkih/socijalnih izjava, koje su mnogi razumjeli kao utemeljene na ozbiljnim filozofskim pogreškama. Njegove preporuke stoga ne odrazuju znanost, nego njegove vlastite prikrivene sklonosti.
Biheviorizam se kritizirao unutar politike zbog prijetnje umanjivanja discipline političke analize na manje od proučavanja glasanja i ponašanja zakonodavnog tijela. Zbiljska opsjednutost promatranjem podataka, iako omogućuje zanimljive pronalaske u tim poljima, liši polje politike drugih važnih gledišta.
Ostale kritike uperene na biheviorističke tvrdnje oslobođene su vrijednosti. To je nemoguće (smatra se) jer je svaka teorija ukaljana ideološkom premisom koja vodi informaciji na prvom mjestu i krajnje primjetne činjenice proučavaju se iz tog razloga. Primjer te 'vrednosne pristranosti' bi bio da kroz tu disciplinu termin 'demokracija' postaje natjecanje između elita za izbor 'a la' zapadnjačkom shvaćanju radije nego bitno spornog pojma što se doslovno tiče pravila naroda (demos). Na taj je način biheviorizam inherentno pristran i smanjuje djelokrug političke analize. Usprkos tomu još uvijek uspijeva uvesti novu znanstvenu strogost u političku analizu te je ostavio u naslijeđe bogatstvo novih informacija.

## B.F. Skinner i radikalni biheviorizam
B. F. Skinner, koji je proveo eksperimentalan rad uglavnom u komparativnoj psihologiji od 1930-ih do 1950-ih, ali je praktički do svoje smrti 1990. ostao najpoznatiji teoretičar i predstavnik (pobornik) biheviorizma, razvio je posebnu vrstu bihevioralne filozofije nazvanu radikalni biheviorizam. On je također smatrao da je pronašao novi oblik psihološke znanosti koju je nazvao bihevioralna analiza ili eksperimentalna analiza ponašanja.

### Definicija radikalnog biheviorizma
Skinner je bio utjecajan u definiranju radikalnog biheviorizma, filozofije koja kodificira osnovu njegove škole istraživanja (nazvanu Eksperimentalna analiza ponašanja, ili EAB). Dok se EAB razlikuje od ostalih pristupa bihevioralnom istraživanju u brojnim metodološkim i teoretskim stajalištima, radikalni biheviorizam polazi od metodološkog biheviorizma najznačajnije u prihvaćanju postupka osjećaja, stanja misli i introspekcije kao zbiljski i znanstveno popustljive. To se radi njihovim poistovjećivanjem kao nešto nedualističko, pa ovdje Skinner uzima pristup 'podijeli pa vladaj' s nekim slučajevima koje se identificiraju s tjelesnim uvjetima ili ponašanjem, i drugima koji daju širu 'analizu' u terminima ponašanja. Radikalni biheviorizam se ipak zaustavlja kratko na identificiranju osjećaja kao uzroka ponašanja.
Uz druga različita stajališta bili su odbacivanje refleksa kao modela svega ponašanja i obrane znanosti ponašanja komplementarne ali neovisne od fiziologije.

### Skinnerove eksperimentalne & konceptualne inovacije
Ovaj suštinski filozofski položaj dobio je snagu nakon uspjeha Skinnerova ranog eksperimentalnog rada sa štakorima i golubovima, sažetih u njegovim knjigama Ponašanje organizama (The Behavior of Organisms, 1938.) i Rasporedi pojačavanja (Schedules of Reinforcement, 1957. zajedno s C. B. Fersterom). Od posebne je važnosti bila njegova koncepcija operantne reakcije od koje je kanonski primjer štakorov pritisak poluge. U suprotnosti s idejom fiziološke ili refleksne reakcije, operantna je razred strukturalno različitih ali funkcionalno istovjetnih reakcija. Štakor je primjerice mogao pritisnuti polugu sa svojom lijevom ili desnom pandžom ili možda repom, a zajednička posljedica svih tih reakcija djeluje (eng. operate) u cijelom svijetu na isti način. Za operante se često misli kao o vrstama reakcija, gdje se pojedinci razlikuju, ali se razred slaže u svojoj funkciji-- dijeljenje posljedica s operantima i reproduktivan uspjeh s vrstama. To je jasna razlika između Skinnerove teorije i P-R teorije.
Skinnerov empirijski rad proširio se na ranije istraživanje učenja pokušajima i pogreškama koje su napravili istraživači poput Thorndikea i Guthriea i s konceptualnim – Thorndikeova zamisao o 'uparivanju' ili 'povezivanju' podražaja i reakcije je napuštena – i s metodološkim reformulacijama – upotreba 'slobodnog operanta' nazvanog tako jer je životinji sada bilo dopušteno reagirati u vlastitoj mjeri radije nego u serijama pokušaja određenih postupcima izvođača eksperimenta. Skinner je s tom metodom proveo vrijedan eksperimentalni rad o efektima različitih rasporeda i mjera potkrepljenja u mjerama operantnih reakcija koje su izvodili štakori i golubovi. Postigao je izniman uspjeh u treniranju životinja izvođenju neočekivanih reakcija, odašiljanju velikog broja reakcija, te demonstraciji mnogih empirijskih pravilnosti na čisto bihevioralnoj razini.

### Radikalni biheviorizam i jezik
Kako se Skinner okrenuo od eksperimentalnog rada radi filozofske potpore znanosti ponašanja, njegova se pažnja prirodno okrenula ljudskom jeziku. Njegova knjiga Verbalno ponašanje (Verbal Behavior, 1957.) izložila je rječnik i teoriju za funkcionalnu analizu verbalnog ponašanja. To je poznato po napadu lingvista Noama Chomskyja koji je predstavio argumente za slom Skinnerova pristupa u domeni jezika i općenito. Skinner nije opovrgnuo istraživanje kasnije govorivši da mu je bilo jasno da Chomsky nije pročitao njegovu knjigu (iako su sljedeća opovrgavanja omogućili uz druge i Kenneth MacCorquodale i David Palmer). Skinnerovi zagovaratelji tvrde da je Chomskyjevo razmatranje pristupa bilo površno u nekoliko pogleda, ali primjeren predmet za proučavanje jezika bio je glavna točka neslaganja. Chomsky je (poput mnogih lingvista) naglasio strukturalna svojstva ponašanja, dok je Skinner naglasio njegove kontrolne varijable.
Ono što je bilo značajno za biheviorističku analizu ljudskog ponašanja nije bilo toliko jezično obogaćivanje koliko interakcija između jezika i sakrivenog ponašanja. U reizdanju eseja u svojoj knjizi Okolnosti pojačanja (Contingencies of Reinforcement) iz 1969., Skinner je zauzeo stajalište da ljudi mogu stvoriti lingvističke podražaje koji će onda zadobiti nadzor nad njihovim ponašanjem na isti način kao što bi to učinili i vanjski podražaji. Mogućnost takve instrukcionalne kontrole nad ponašanjem značilo je da okolnosti proučavanja ne bi uvijek proizvodile isti učinak na ljudsko ponašanje jer bi to vjerodostojno činile i na ostale životinje. Fokus radikalnobiheviorističke analize ljudskog ponašanja stoga se promijenio na pokušaj razumijevanja interakcije između instrukcionalne kontrole i kontingentne kontrole, te također na razumijevanje bihevioralnih procesa koji određuju koje naredbe su stvorene i kakav nadzor one stječu nad ponašanjem. Važne osobe u tom nastojanju su A. Charles Catania, C. Fergus Lowe i Steven C. Hayes.

## Molarni protiv molekularnog biheviorizma
Skinnerovo gledište ponašanja najčešće se karakterizira kao "molekularno" gledište ponašanja, to jest svako ponašanje može biti raščlanjeno u atomističkim dijelovima ili molekulama. To gledište je nepouzdano kada netko smatra svoj potpuni opis ponašanja kao što je prikazano u članku "Odabir prema posljedicama" ("Selection by Consequences") iz 1981. i mnogim drugim djelima. Skinner je tvrdio da potpuni obračun ponašanja upliće razumijevanje povijesnog odabira na tri razine: biologija (prirodni odabir ili filogenija životinje); ponašanje (povijest potkrepljenja ili ontogenija bihevioralnog repertoara životinje); te za neke vrste, kultura (kulturni običaji društvenih grupa kojoj životinja pripada). Taj je cijeli organizam sa svim tim povijestima onda u interakciji sa svojom okolinom. Skinner je često opisivao čak svoje vlastito ponašanje kao proizvod vlastite filogenetske povijesti, vlastite povijesti potkrepljenja (koja uključuje učenje kulturnih običaja) koje su trenutačno u interakciji s okolinom. Molarni bihevioristi (npr. Howard Rachlin) smatraju da se ponašanje ne može razumjeti fokusiranjem na trenutačne događaje. To jest, oni smatraju da se ponašanje može razumjeti najbolje u terminima krajnjeg uzroka povijesti i da molekularni bihevioristi čine pogrešan zaključak izmišljanjem fiktivnog približnog uzroka za ponašanje. Molarni bihevioristi smatraju da su standardna molekularna tumačenja poput "asocijativne snage" takvi fiktivni približni uzroci koji jednostavno uzimaju mjesto molarnih varijabli poput stope potkrepljenja. Stoga će molarni bihevioristi definirati ponašanje poput voljenja nekoga kao izlaganje obrasca ponašanja voljenja tijekom vremena, ne postoji poznati približni uzrok ponašanja voljenja (tj. ljubavi) već samo povijest ponašanjâ (čije trenutačno ponašanje može biti primjerom) može biti primjer koji se može kratko opisati kao ljubav.
Nedavni eksperimentalni rad (vidi Časopis eksperimentalne analize ponašanja i Časopis eksperimentalne psihologije: Animalni procesi ponašanja-- 2004. i kasnije) pokazuje prilično jasno da je ponašanje pod utjecajem jednako molarnih (tj. prosječnih stopa potkrepljenja) i molekularnih varijabli (npr. vrijeme koje prethodi reakcijama). Ono što je potrebno je razumijevanje realne dinamike operantnog ponašanja koja će uplesti procese i u kratkom i u dugovremenskom opsegu.

## Biheviorizam u filozofiji
Biheviorizam je istodobno pokret u psihologiji i filozofski pravac. Temeljna premisa radikalnog biheviorizma jest ta da bi proučavanje ponašanja trebala biti prirodna znanost poput kemije ili fizike bez ikakvog obzira na hipotetska unutarnja stanja organizma. Druge različitosti poput teoretskog biheviorizma dopuštaju unutarnja stanja, ali ne zahtijevaju da budu mentalna ili imaju bilo kakav odnos prema subjektivnom iskustvu. Biheviorizam zauzima funkcionalno gledište ponašanja.
Postoje točke gledišta unutar analitičke filozofije koje se nazivaju ili ih nazivaju drugi biheviorističkima. U logičkom biheviorizmu (kao što su smatrali npr. Rudolf Carnap i Carl Hempel), psihološki iskazi značili su njihovu potvrdu uvjeta, koji su se sastojali od izvedenog očevidnog ponašanja. W. V. Quine je pod utjecajem nekih Skinnerovih ideja iskoristio različitosti biheviorizma u svojem vlastitom djelu o jeziku. Gilbert Ryle je branio poseban pravac filozofskog biheviorizma prikazanog u njegovoj knjizi Koncepcija misli (The Concept of Mind). Ryleova središnja tvrdnja bila je da primjeri dualizma često predstavljaju 'kategorične pogreške' pa su stoga oni uistinu nesporazumi u upotrebi svakidašnjeg jezika.
Ponekad se tvrdi da je Ludwig Wittgenstein branio bihevioristički položaj i da postoje važna područja preklapanja između njegove filozofije, logičkog te radikalnog biheviorizma (npr. argument kukca u kutiji). Wittgenstein ipak nije bio biheviorist, a njegov stil pisanja je dovoljno eliptičan da se priznaju rasponi tumačenja. Matematičar Alan Turing također se ponekad smatra bihevioristom iako on sam nikad nije napravio tu identifikaciju.

## Bihevioristi
Vodeći istraživači u razvoju biheviorizma (u grubo kronološkom redu):
- C. Lloyd Morgan
- Ivan Pavlov
- Edward Thorndike
- John B. Watson
- Edward C. Tolman
- Clark L. Hull
- J.R. Kantor
- Gilbert Ryle
- B. F. Skinner
- A. Charles Catania
- C. Fergus Lowe
- Howard Rachlin
- J. E. R. Staddon

## Suprotnost biheviorizmu
Sociolozi se općenito suprotstavljaju biheviorizmu. Umjesto njega sociolozi zastupaju "teoriju akcije" koja uzima u obzir ljudsku slobodnu volju.

### Kritičari biheviorizma
- J. J. Gibson
- Noam Chomsky
- Brand Blanshard
- Gordon Clark
- Walker Percy
- Ayn Rand
- Tibor Machan

## Vanjske poveznice
- Rječnik povijesti misli: Biheviorizam
- https://web.archive.org/web/20040204234402/http://www.biozentrum.uni-wuerzburg.de/genetics/behavior/learning/behaviorism.html
- http://www.bfskinner.org
- http://www.behavior.org
- http://psychclassics.yorku.ca/Skinner/Theories
- Stanfordska enciklopedija filozofskih stavaka
- http://www.abainternational.org
- http://www.apa.org/divisions/div25/